# 江簡珪
江簡珪（5世纪？—？），济阳郡考城（今河南省民权县东）人，中国南朝刘宋时期皇后。

## 生平
北中郎長史江智淵孫女，太子洗馬江季筠之女，母親王氏，追贈為平望鄉君，泰始五年（469年），劉彧為太子選擇妻子，用占卜定吉兇，很多貴家女孩都不合意，最後看中了高門的江簡珪，因為她門戶衰弱，缺少后人、不會干政，遂以“卜乩大吉”為名納為太子妃。472年，宋後廢帝劉昱即帝位，立為皇后。劉昱被杀后遭追廢为苍梧王，她亦被降為蒼梧王妃。后事不详。

## 延伸阅读
[在维基数据编辑]
 《南史·卷11》，出自李延壽《南史》